# 937
937 је била проста година.

## Догађаји
- Битка код Браненбурха: Краљ Етелстан Сјајни побеђује комбиновану северну војску под краљевима Олафом Даблинским, Константином II Шкотским и Овеном од Стратклајда.

- Мађарска војска напада Бургундију и спаљује град Турнус. Затим одлазе на југ у Италију, пљачкајући околину Напуља, Беневента и Монте Касина. Када се Мађари врате кући, на Апенинским планинама их нападају лангобардске снаге, при чему им преузимају отети плен.
- 11. јул – Бургундски краљ Рудолф II умире после 25-годишње владавине, а наследио га је његов 12-годишњи син Конрад I („Мирни“). Његова супруга, краљица Берта, преузима ефективну контролу над уједињеном Бургундијом, преносећи њену престоницу у Арл. То бургундско краљевство је касније познато од 12. века као Краљевина Арл.
- Краљ Отон I одбија да да земљу свом старијем (нелегитимном) полубрату Ханмару, који добија подршку Еберхарда III (војводе од Франконије) и Вихмана Старијег и заузима тврђаву Ересбург. Отон преузима директну власт над Франконијом, и распада је на мање округе.
- Иго од Италије путује у Колумбијер (Швајцарска) и жени се Рудолфовом удовицом Бертом. Узима Конрада I под своје старатељство и заручује Рудолфову шестогодишњу ћерку Аделаиду са сопственим сином и сувладаром Лотаром II.
- Зима – Геро насљеђује брата Зигфрида након његове смрти. Краљ Отон I поставља га за грофа и маркгрофа огромне пограничне области око Мерсебурга која се наслања на Венде на реци Зале (Доња Саксонија).
- Магдебург постаје главни град Источно-Франачког краљевства, након сабора који је одржао краљ Отон I.
- 10. новембар – Ли Биан узурпира престо и свргне цара Јанг Пуа. Држава Ву је замењена и Ли (звани „Су Џигао“) постаје први цар Јужног Танга, једног од десет краљевстава у јужној Кини.

## Рођења
- Вилијам IV, војвода Аквитаније (у. 994)

## Смрти
- 11. јул — Рудолф II, краљ Бургундије
- 14. јул — Арнулф Лоши, војвода од Баварске